# Забелье (Глубокский район)

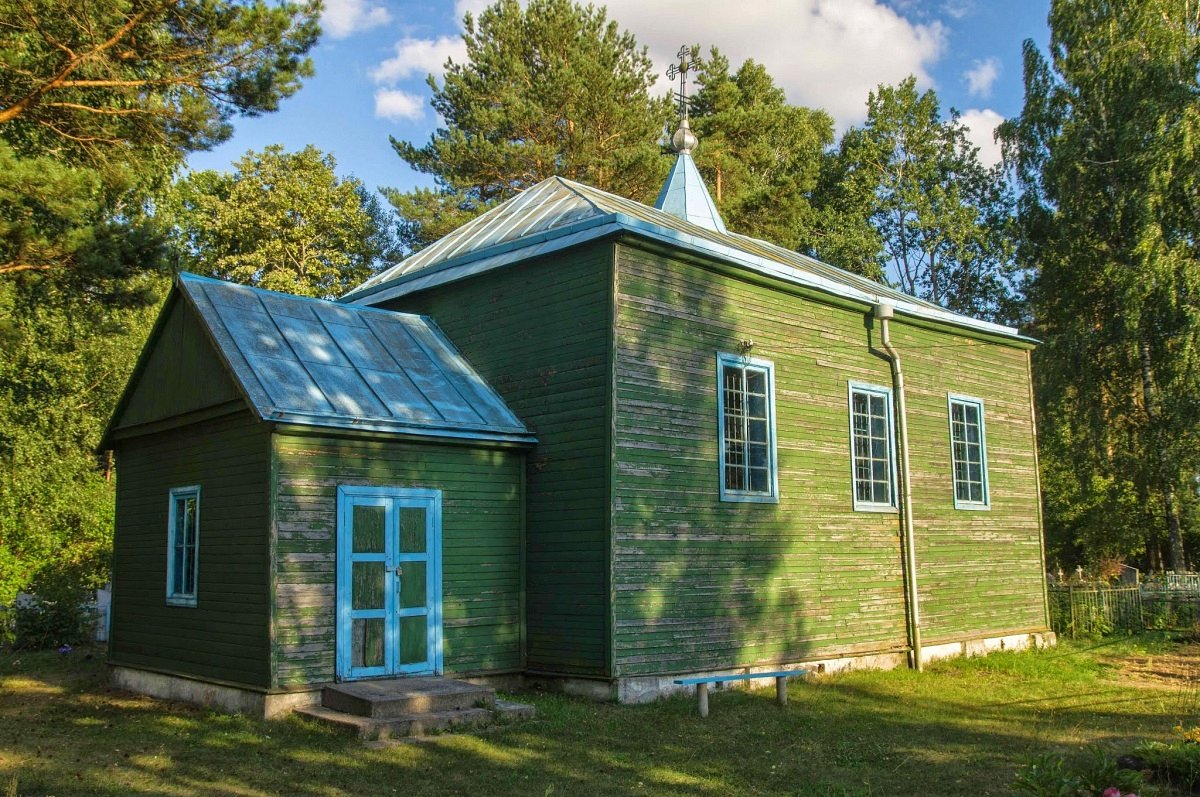
Крестовоздвиженская церковь

Забелье (бел. Забелле) — деревня в Глубокском районе Витебской области Белоруссии, в Уделовском сельсовете. Население — 46 человек (2019).

## География
Деревня находится в 5 км к северо-западу от райцентра, города Глубокое. Деревня стоит на берегу озера Забельское. Рядом с деревней проходит автомагистраль Р3 на участке Глубокое — Шарковщина. Ближайшая ж/д станция Константинов Двор находится в Глубоком (линия Глубокое — Поставы).

## История
В 1921—1945 годах деревня в составе гмины Глубокое Виленского воеводства Польской Республики.

## Насельніцтва
- 1921 год — 212  жителей, 35 домов[3].
- 1931 год — 230  жителей, 46 домов[4].
- 2019 год — 46 жителей[1].

## Достопримечательности
В селе сохранилась деревянная православная Крестовозвиженская церковь постройки начала XX века.